# Dichelhoplia indica
Dichelhoplia indica är en skalbaggsart som beskrevs av Blanchard 1850. Dichelhoplia indica ingår i släktet Dichelhoplia och familjen Melolonthidae. Inga underarter finns listade i Catalogue of Life.